# Juninho Pernambucano
Juninho Pernambucano, pseudonimo di Antônio Augusto Ribeiro Reis Júnior (Recife, 30 gennaio 1975), è un dirigente sportivo ed ex calciatore brasiliano, di ruolo centrocampista.
Considerato il miglior tiratore di calci di punizione della storia, detiene il record per il maggior numero di reti segnati con questo fondamentale (76).

## Biografia
Il soprannome Pernambucano gli è stato attribuito per distinguerlo dal quasi coetaneo Juninho Paulista; esso identifica la provenienza dalla regione brasiliana di Pernambuco, di cui Recife è la capitale.

## Caratteristiche
Era un trequartista, ma poteva essere impiegato anche come mezzala destra.
È da molti considerato il miglior tiratore di calci di punizione della storia, per via del suo particolare tiro dalla distanza che permetteva al pallone, dopo aver superato la barriera, di abbassarsi molto rapidamente, cogliendo di sorpresa il portiere; in totale ha realizzato 76 reti con questo fondamentale.

## Carriera

### Club
Ha cominciato la sua carriera nella squadra della sua città, lo Sport Recife.
Ha rivelato che da giovane si innamorò delle punizioni, ispirandosi a giocatori come Marcelinho Carioca e Didi.
Dopo 110 partite e 24 gol passò al Vasco da Gama, con il quale ha vinto una Coppa Libertadores, e dove nel giro di pochi anni è diventato un "fan favourite", nonostante l'addio al club sia arrivato per azioni legali da mancato aumento di stipendio.
Nel 2001 si trasferisce dunque gratis al Lione, con cui realizzò 100 gol, aiutando la squadra a vincere sette titoli di Ligue 1 consecutivi. Nella partita di andata del girone della Champions League 2005-2006 contro il Real Madrid tirò una punizione da 36 metri a 126 km/h, insaccatasi nell'angolino basso sinistro della porta.
Nella partita di Ligue 1 contro l'Ajaccio del 2006 segnò su punizione da 41 metri e nella quinta giornata di Champions League 2007-2008 contro il Barcellona segnò il suo 34º gol su punizione con il Lione, da 43 metri. Juninho era il punto di forza del Lione, e capitano; infatti, oltre che farsi notare per le sue punizioni, era un ottimo uomo assist e notevole leader.
Nel dicembre 2006 il giornale sportivo francese L'Équipe calcolò che il 45% dei gol del Lione provenivano da punizioni e passaggi diretti e indiretti di Juninho.
Il 26 maggio 2009 in conferenza stampa Jean-Michel Aulas, presidente del Lione, annunciò di aver liberato Juninho dall'ultimo anno del contratto che lo legava alla società francese fino al 2010.
Il giocatore si è poi accordato con l'Al-Gharafa, club del campionato qatariota, anche qui indossando la fascia da capitano. In due anni in Qatar va a segno 25 volte tra campionato e coppe, vincendo il "triplete" qatariota: (campionato, Coppa delle Stelle del Qatar e Coppa di Qatar).
Il 28 aprile 2011 è ritornato al Vasco da Gama, scegliendo la maglia numero 8.
Segna all'esordio (via punizione) contro il Corinthians, arrivando a quota 16 reti stagionali contro il Bahia e giocando la sua 350ª partita con la squadra contro il San Paolo.
Il 17 dicembre 2012 firma un contratto con i New York Red Bulls, con i quali esordisce il 6 marzo seguente, nella gara contro i Portland Timbers, aiutando la squadra a pareggiare per 3-3. Il 2 luglio 2013, dopo soli cinque mesi di permanenza nel club, decide di rescindere il suo contratto da Designated Player con la squadra della MLS.
Al momento dell'addio dal club americano aveva giocato 13 partite e servito 4 assist.
Dopo dieci giorni firma nuovamente un contratto con il Vasco da Gama, tornando così a vestire per la terza volta in carriera la maglia del club di Rio de Janeiro.
Segna nuovamente al suo "debutto" con il Vasco nel 3-1 sul Fluminense.
Il 30 gennaio 2014, dopo 16 partite, 2 gol e 7 assist nel suo terzo trascorso al club, annuncia attraverso il sito ufficiale del Vasco da Gama la sua decisione di ritirarsi dal calcio giocato.

### Nazionale
Nella nazionale brasiliana ha esordito il 28 marzo 1999. Nel 2005 viene convocato nella rosa che vincerà la FIFA Confederations Cup 2005. È stato inoltre convocato da Carlos Alberto Parreira per il Mondiale 2006 disputato in Germania. Nella gara dei quarti di finale contro la Francia, Juninho è stato schierato in campo da titolare, venendo sostituito nel secondo tempo da Adriano. Nella stessa rassegna iridata ha segnato il gol del vantaggio nel 2-1 contro il Giappone. Dopo il Mondiale ha lasciato la nazionale brasiliana, dichiarando di voler concedere più spazio ai giovani.

### Dirigente
Il 27 maggio 2019 viene nominato nuovo direttore sportivo del Olympique Lione, tornando dopo dieci anni nel club al quale ha legato la sua carriera in Europa. L'8 gennaio 2022 annuncia le sue dimissioni.

## Statistiche

### Presenze e reti nei club
| Stagione               | Squadra                | Campionato             | Campionato | Campionato | Coppe nazionali | Coppe nazionali | Coppe nazionali | Coppe continentali | Coppe continentali | Coppe continentali | altre coppe    | altre coppe | altre coppe | Totale | Totale |
| Stagione               | Squadra                | Comp                   | Pres       | Reti       | Comp            | Pres            | Reti            | Comp               | Pres               | Reti               | Comp           | Pres        | Reti        | Pres   | Reti   |
| ---------------------- | ---------------------- | ---------------------- | ---------- | ---------- | --------------- | --------------- | --------------- | ------------------ | ------------------ | ------------------ | -------------- | ----------- | ----------- | ------ | ------ |
| 1994                   | Sport Recife           | A                      | 24         | 3          | CB              | 0               | 0               | -                  | -                  | -                  | CP+CN          | 0+2         | 0+2         | 26     | 5      |
| 1995                   | Sport Recife           | A                      | 0          | 0          | CB              | 2               | 0               | -                  | -                  | -                  | CP+CN          | 0+0         | 0+0         | 2      | 0      |
| Totale Sport Recife    | Totale Sport Recife    | Totale Sport Recife    | 24         | 3          |                 | 2               | 0               |                    | -                  | -                  |                | 2           | 2           | 28     | 5      |
| 1995                   | Vasco da Gama          | A/RJ+A                 | 0+21       | 0+3        | CB              | 0               | 0               | -                  | -                  | -                  | CR             | 5           | 0           | 26     | 3      |
| 1996                   | Vasco da Gama          | A/RJ+A                 | 21+15      | 3+7        | CB              | 2               | 0               | CC                 | 3                  | 0                  | TCM            | 6           | 1           | 47     | 11     |
| 1997                   | Vasco da Gama          | A/RJ+A                 | 21+18      | 1+4        | CB              | 3               | 1               | SS                 | 6                  | 1                  | RJ-SP          | 2           | 1           | 50     | 8      |
| 1998                   | Vasco da Gama          | A/RJ+A                 | 5+18       | 1+3        | CB              | 4               | 0               | CL+CM              | 7+0                | 1                  | RJ-SP+CIA+CInt | 0+1+1       | 0+0+1       | 36     | 6      |
| 1999                   | Vasco da Gama          | A/RJ+A                 | 12+20      | 4+2        | CB              | 4               | 0               | CL+CM              | 2+4                | 0+1                | RJ-SP+SpL      | 9+1         | 4+0         | 52     | 11     |
| 2000                   | Vasco da Gama          | A/RJ+CJH               | 8+28       | 2+7        | CB              | 1               | 0               | CM                 | 12                 | 2                  | RJ-SP+cmc      | 8+4         | 0           | 61     | 11     |
| 2001                   | Vasco da Gama          | A/RJ+A                 | -          | -          | CB              | -               | -               | CL+CM              | -                  | -                  |                | -           | -           | 0      | 0      |
| 2001-2002              | Olympique Lione        | D1                     | 29         | 5          | CF+CdL          | 2+2             | 0               | UCL+CU             | 4+4                | 0                  | -              | -           | -           | 41     | 5      |
| 2002-2003              | Olympique Lione        | L1                     | 31         | 13         | CF+CdL          | 1+1             | 0               | UCL+CU             | 6+2                | 0                  | SF             | 1           | 0           | 42     | 13     |
| 2003-2004              | Olympique Lione        | L1                     | 32         | 10         | CF+CdL          | 3+0             | 2               | UCL                | 10                 | 5                  | SF             | 1           | 0           | 46     | 17     |
| 2004-2005              | Olympique Lione        | L1                     | 32         | 13         | CF+CdL          | 2+1             | 1+0             | UCL                | 9                  | 2                  | SF             | 1           | 0           | 45     | 16     |
| 2005-2006              | Olympique Lione        | L1                     | 32         | 9          | CF+CdL          | 4+0             | 1               | UCL                | 8                  | 4                  | SF             | 0           | 0           | 44     | 14     |
| 2006-2007              | Olympique Lione        | L1                     | 31         | 10         | CF+CdL          | 2+2             | 1+0             | UCL                | 7                  | 1                  | SF             | 0           | 0           | 42     | 12     |
| 2007-2008              | Olympique Lione        | L1                     | 32         | 8          | CF+CdL          | 4+2             | 2+0             | UCL                | 8                  | 3                  | SF             | 0           | 0           | 46     | 13     |
| 2008-2009              | Olympique Lione        | L1                     | 29         | 7          | CF+CdL          | 1+1             | 0               | UCL                | 7                  | 3                  | SF             | 0           | 0           | 38     | 10     |
| Totale Olympique Lione | Totale Olympique Lione | Totale Olympique Lione | 248        | 75         |                 | 19+9            | 7+0             |                    | 65                 | 18                 |                | 3           | 0           | 344    | 100    |
| 2009-2010              | Al-Gharafa             | QSL                    | 20         | 6          | SJC+QSC+EQC     | 4+?+1           | 3+?+0           | ACL                | 6                  | 0                  | CPC            | 2           | 0           | 33+    | 9+     |
| 2010-2011              | Al-Gharafa             | QSL                    | 19         | 8          | SJC+QSC+EQC     | 3+?+3           | 1+?+1           | ACL                | 5                  | 0                  | CPC            | 2           | 2           | 32+    | 12+    |
| Totale Al-Gharafa      | Totale Al-Gharafa      | Totale Al-Gharafa      | 39         | 14         |                 | 11+             | 5+              |                    | 11                 | 0                  |                | 4           | 2           | 65+    | 21+    |
| 2011-2012              | Vasco da Gama          | A/RJ+A                 | 0+21       | 4          | CB              | 0               | 0               | CS                 | 5                  | 1                  | -              | -           | -           | 26     | 5      |
| 2012-2013              | Vasco da Gama          | A/RJ+A                 | 13+29      | 4+7        | CB              | -               | -               | CL                 | 7                  | 2                  | -              | -           | -           | 49     | 13     |
| 2013-2014              | New York Red Bulls     | MLS                    | 13         | 0          | USOC            | 2               | 0               | -                  | -                  | -                  | -              | -           | -           | 15     | 0      |
| 2014-2015              | Vasco da Gama          | A/RJ+A                 | 0+21       | 2          | CB              | 1               | 0               | -                  | -                  | -                  | -              | -           | -           | 22     | 2      |
| Totale Vasco da Gama   | Totale Vasco da Gama   | Totale Vasco da Gama   | 80+191     | 15+39      |                 | 15              | 1               |                    | 46                 | 8                  |                | 37          | 7           | 369    | 70     |
| Totale carriera        | Totale carriera        | Totale carriera        | 595        | 146        |                 | 56              | 13              |                    | 122                | 26                 |                | 46          | 11          | 819    | 196    |

### Presenze e reti in nazionale
| Cronologia completa delle presenze e delle reti in nazionale ― Brasile | Cronologia completa delle presenze e delle reti in nazionale ― Brasile | Cronologia completa delle presenze e delle reti in nazionale ― Brasile | Cronologia completa delle presenze e delle reti in nazionale ― Brasile | Cronologia completa delle presenze e delle reti in nazionale ― Brasile | Cronologia completa delle presenze e delle reti in nazionale ― Brasile | Cronologia completa delle presenze e delle reti in nazionale ― Brasile | Cronologia completa delle presenze e delle reti in nazionale ― Brasile |
| Data                                                                   | Città                                                                  | In casa                                                                | Risultato                                                              | Ospiti                                                                 | Competizione                                                           | Reti                                                                   | Note                                                                   |
| ---------------------------------------------------------------------- | ---------------------------------------------------------------------- | ---------------------------------------------------------------------- | ---------------------------------------------------------------------- | ---------------------------------------------------------------------- | ---------------------------------------------------------------------- | ---------------------------------------------------------------------- | ---------------------------------------------------------------------- |
| 28-3-1999                                                              | Seul                                                                   | Corea del Sud                                                          | 1 – 0                                                                  | Brasile                                                                | Amichevole                                                             | -                                                                      | 65’                                                                    |
| 31-3-1999                                                              | Tokyo                                                                  | Giappone                                                               | 0 – 2                                                                  | Brasile                                                                | Amichevole                                                             | -                                                                      |                                                                        |
| 7-9-1999                                                               | Porto Alegre                                                           | Brasile                                                                | 4 – 2                                                                  | Argentina                                                              | Amichevole                                                             | -                                                                      | 71’                                                                    |
| 9-10-1999                                                              | Amsterdam                                                              | Paesi Bassi                                                            | 2 – 2                                                                  | Brasile                                                                | Amichevole                                                             | -                                                                      | 46’                                                                    |
| 23-2-2000                                                              | Bangkok                                                                | Thailandia                                                             | 0 – 7                                                                  | Brasile                                                                | Amichevole                                                             | -                                                                      | 47’                                                                    |
| 8-10-2000                                                              | Maracaibo                                                              | Venezuela                                                              | 0 – 6                                                                  | Brasile                                                                | Qual. Mondiali 2002                                                    | -                                                                      | 80’                                                                    |
| 15-11-2000                                                             | San Paolo                                                              | Brasile                                                                | 1 – 0                                                                  | Colombia                                                               | Qual. Mondiali 2002                                                    | -                                                                      | 70’                                                                    |
| 12-7-2001                                                              | Cali                                                                   | Messico                                                                | 1 – 0                                                                  | Brasile                                                                | Coppa America 2001 - 1º turno                                          | -                                                                      | 63’                                                                    |
| 15-7-2001                                                              | Cali                                                                   | Brasile                                                                | 2 – 0                                                                  | Perù                                                                   | Coppa America 2001 - 1º turno                                          | -                                                                      | 58’                                                                    |
| 18-7-2001                                                              | Cali                                                                   | Brasile                                                                | 3 – 1                                                                  | Paraguay                                                               | Coppa America 2001 - 1º turno                                          | -                                                                      | 55’                                                                    |
| 23-7-2001                                                              | Manizales                                                              | Honduras                                                               | 2 – 0                                                                  | Brasile                                                                | Coppa America 2001 - Quarti di finale                                  | -                                                                      | 46’                                                                    |
| 12-2-2003                                                              | Canton                                                                 | Cina                                                                   | 0 – 0                                                                  | Brasile                                                                | Amichevole                                                             | -                                                                      | 74’                                                                    |
| 30-4-2003                                                              | Guadalajara                                                            | Messico                                                                | 0 – 0                                                                  | Brasile                                                                | Amichevole                                                             | -                                                                      | 50’                                                                    |
| 12-10-2003                                                             | Leicester                                                              | Giamaica                                                               | 0 – 1                                                                  | Brasile                                                                | Amichevole                                                             | -                                                                      | 68’                                                                    |
| 19-11-2003                                                             | Curitiba                                                               | Brasile                                                                | 3 – 3                                                                  | Uruguay                                                                | Qual. Mondiali 2006                                                    | -                                                                      | 79’                                                                    |
| 31-3-2004                                                              | Asunción                                                               | Paraguay                                                               | 0 – 0                                                                  | Brasile                                                                | Qual. Mondiali 2006                                                    | -                                                                      | 63’                                                                    |
| 28-4-2004                                                              | Budapest                                                               | Ungheria                                                               | 1 – 4                                                                  | Brasile                                                                | Amichevole                                                             | -                                                                      | 61’                                                                    |
| 20-5-2004                                                              | Saint-Denis                                                            | Francia                                                                | 0 – 0                                                                  | Brasile                                                                | Amichevole                                                             | -                                                                      | 80’                                                                    |
| 2-6-2004                                                               | Belo Horizonte                                                         | Brasile                                                                | 3 – 1                                                                  | Argentina                                                              | Qual. Mondiali 2006                                                    | -                                                                      | 73’                                                                    |
| 6-6-2004                                                               | Santiago del Cile                                                      | Cile                                                                   | 1 – 1                                                                  | Brasile                                                                | Qual. Mondiali 2006                                                    | -                                                                      | 85’                                                                    |
| 18-8-2004                                                              | Port-au-Prince                                                         | Haiti                                                                  | 0 – 6                                                                  | Brasile                                                                | Amichevole                                                             | -                                                                      |                                                                        |
| 4-9-2004                                                               | San Paolo                                                              | Brasile                                                                | 3 – 1                                                                  | Bolivia                                                                | Qual. Mondiali 2006                                                    | -                                                                      | 60’                                                                    |
| 8-9-2004                                                               | Berlino                                                                | Germania                                                               | 1 – 1                                                                  | Brasile                                                                | Amichevole                                                             | -                                                                      | 61’                                                                    |
| 9-10-2004                                                              | Maracaibo                                                              | Venezuela                                                              | 2 – 5                                                                  | Brasile                                                                | Qual. Mondiali 2006                                                    | -                                                                      | 62’                                                                    |
| 17-11-2004                                                             | Quito                                                                  | Ecuador                                                                | 1 – 0                                                                  | Brasile                                                                | Qual. Mondiali 2006                                                    | -                                                                      | 74’                                                                    |
| 9-2-2005                                                               | Hong Kong                                                              | Hong Kong                                                              | 1 – 7                                                                  | Brasile                                                                | Amichevole                                                             | -                                                                      | 67’                                                                    |
| 27-3-2005                                                              | Goiânia                                                                | Brasile                                                                | 1 – 0                                                                  | Perù                                                                   | Qual. Mondiali 2006                                                    | -                                                                      | 46’                                                                    |
| 16-6-2005                                                              | Lipsia                                                                 | Brasile                                                                | 3 – 0                                                                  | Grecia                                                                 | Conf. Cup 2005 - 1º turno                                              | 1                                                                      | 77’                                                                    |
| 19-6-2005                                                              | Hannover                                                               | Messico                                                                | 1 – 0                                                                  | Brasile                                                                | Conf. Cup 2005 - 1º turno                                              | -                                                                      | 76’                                                                    |
| 29-6-2005                                                              | Francoforte sul Meno                                                   | Brasile                                                                | 4 – 1                                                                  | Argentina                                                              | Conf. Cup 2005 - Finale                                                | -                                                                      | 90’                                                                    |
| 17-8-2005                                                              | Spalato                                                                | Croazia                                                                | 1 – 1                                                                  | Brasile                                                                | Amichevole                                                             | -                                                                      | 66’                                                                    |
| 4-9-2005                                                               | Brasilia                                                               | Brasile                                                                | 5 – 0                                                                  | Cile                                                                   | Qual. Mondiali 2006                                                    | -                                                                      | 66’                                                                    |
| 9-10-2005                                                              | La Paz                                                                 | Bolivia                                                                | 1 – 1                                                                  | Brasile                                                                | Qual. Mondiali 2006                                                    | 1                                                                      | 79’                                                                    |
| 12-10-2005                                                             | Belém                                                                  | Brasile                                                                | 3 – 0                                                                  | Venezuela                                                              | Qual. Mondiali 2006                                                    | -                                                                      | 68’                                                                    |
| 12-11-2005                                                             | Abu Dhabi                                                              | Emirati Arabi Uniti                                                    | 0 – 8                                                                  | Brasile                                                                | Amichevole                                                             | 2                                                                      | 59’                                                                    |
| 1-3-2006                                                               | Mosca                                                                  | Russia                                                                 | 0 – 1                                                                  | Brasile                                                                | Amichevole                                                             | -                                                                      | 73’                                                                    |
| 4-6-2006                                                               | Ginevra                                                                | Brasile                                                                | 4 – 0                                                                  | Nuova Zelanda                                                          | Amichevole                                                             | 1                                                                      | 64’                                                                    |
| 22-6-2006                                                              | Dortmund                                                               | Giappone                                                               | 1 – 4                                                                  | Brasile                                                                | Mondiali 2006 - 1º turno                                               | 1                                                                      |                                                                        |
| 27-6-2006                                                              | Dortmund                                                               | Brasile                                                                | 3 – 0                                                                  | Ghana                                                                  | Mondiali 2006 - Ottavi di finale                                       | -                                                                      | 61’                                                                    |
| 1-7-2006                                                               | Francoforte sul Meno                                                   | Brasile                                                                | 0 – 1                                                                  | Francia                                                                | Mondiali 2006 - Quarti di finale                                       | -                                                                      | 63’                                                                    |
| Totale                                                                 |                                                                        | Presenze                                                               | 40                                                                     |                                                                        | Reti                                                                   | 6                                                                      |                                                                        |

## Palmarès

### Club

#### Competizioni statali
- Campionato Pernambucano: 1

Sport: 1994
- Campionato del Nordest: 1

Sport: 1994
- Campionato Carioca: 1

Vasco da Gama: 1998

#### Competizioni interstatali
- Torneo Rio-San Paolo: 1

Vasco da Gama: 1999

#### Competizioni nazionali
- Campionato brasiliano: 2

Vasco da Gama: 1997, 2000
- Campionato francese: 7

Lione: 2001-2002, 2002-2003, 2003-2004, 2004-2005, 2005-2006, 2006-2007, 2007-2008
- Supercoppa francese: 6

Lione: 2002, 2003, 2004, 2005, 2006, 2007
- Coppa di Francia: 1

Lione: 2007-2008
- Coppa del Principe del Qatar: 2

Al-Gharafa: 2010, 2011
- Campionato qatariota: 1

Al-Gharafa: 2009-2010

#### Competizioni internazionali
- Coppa Libertadores: 1

Vasco da Gama: 1998
- Coppa Mercosur: 1

Vasco da Gama: 2000

### Nazionale
- Confederations Cup: 1

Germania 2005

### Individuale
- Bola de Prata: 1

2000
- Trophées UNFP du football: 4

Squadra ideale della Ligue 1: 2004, 2005, 2006
Miglior giocatore della Ligue 1: 2006